# Walter Browne
Walter Browne (Sydney,
10 de janeiro de 1949 — Las Vegas, 24 de junho de 2015) foi um jogador de xadrez e de poker nascido da Austrália, que se naturalizou norte-americano, com diversas participações nas Olimpíadas de xadrez. Browne participou das edições de 1970, 1972, 1974, 1978, 1982 e 1984 tendo conquistado a medalha de bronze individual em 1972 no primeiro tabuleiro reserva e de bronze por equipes em 1974, 1978, 1982 e 1984 em outros tabuleiros. Nas Olimpíadas representou por duas vezes a Austrália e por quatro os EUA.
Venceu por seis vezes o campeonato norte-americano de xadrez (U.S. Chess Championship).
Atingiu 2678 pontos, que foi o seu melhor rating, em maio de 1982.
| “ | Se Bobby Fischer foi o Deus do xadrez, eu sou o Demônio. — Walter Browne | ” |

## Campeonato norte-americano
Ele venceu o U.S. Chess Championship por seis vezes:
1. Chicago 1974, com 9½ em 13;
2. Oberlin (Ohio) 1975, com 8½ em 13;
3. Mentor 1977, com 9 em 13;
4. Greenville 1980, com 7½ em 12;
5. South Bend 1981, com 9 em 14 e
6. South Bend 1983, com 9 em 13.

Somente os norte-americanos Bobby Fischer e Samuel Reshevsky ganharam mais títulos do que Browne.
Destes seis títulos, três foram dividos:
- 1980 (com Larry Evans e Larry Christiansen);
- 1981–1982 (com Yasser Seirawan) e
- 1983 (com Larry Christiansen e Roman Dzindzichashvili).

## Poker
Browne também foi um jogador profissional de poker desde o início dos anos 70.  Em 2007, ele foi vice-campeão no evento HORSE de $ 2500 do World Series of Poker.A partir de 2012 Browne tem acumulado, em eventos ao vivo, US$ 206.008.